# Cossy Orjiakor
 (juillet 2023).
Cossy Orjiakor (née le 16 octobre 1984 dans l'État d'Anambra) est une actrice et chanteuse nigériane.

## Biographie
Elle obtient un diplôme supérieur de deuxième classe en comptabilité et gestion à l'Université du Nigeria de Nsukka et une maîtrise à l'Université d'État de Lagos.
En août 2020, Orjiakor annonce ses fiançailles avec Abel Jurgen Wilhelm, un mannequin masculin d'origine nigériane-allemande. Quatre mois plus tard, en décembre 2020, Abel annule les fiançailles du couple, il affirme avoir été physiquement agressé, mordu, par Orjiakor.
Après l'arrestation d'un homme en 2016 par la police nigériane pour avoir nommé son chien Buhari, Orjiakor affirme sur les réseaux sociaux avoir nommé ses deux chats Buhari et Goodluck, et défie les agences de sécurité de l'arrêter également alors qu'elle exprime son mécontentement face à l'état de la nation.

## Carrière
Orjiakor s'aventure dans de nombreux aspects du divertissement et se fait connaître grâce à ses gros seins naturels, qu'elle affiche fréquemment ; elle refuse cependant de poser nue dans un film pour des raisons morales. Elle joue dans des vidéoclips,  dans des films et sort son premier album Nutty Queen en 2013.